# Go' morgen Danmark
Go' morgen Danmark er TV 2s morgenflade alle hverdage kl. 06:30 – 9:30 (genudsendes fra 9:30 til 12:00). Programmet sendes live fra Tivoli i København og produceres af Nordisk Film TV.
Go' Morgen Danmarks værter er Louise Wolff, Adam Duvå Hall, Heidi Frederikke Rasmussen, Ida Wohlert, Steen Langeberg, Mikkel Kryger, Michèle Bellaiche og Lise Rønne.

## Historie
Go' morgen Danmark blev sendt første gang mandag 2. december 1996. Programmets første værtspar var den erfarne tv-vært Michael Meyerheim og den unge, hidtil ukendte journaliststuderende Cecilie Frøkjær. Disse to dannede alene værtspar gennem de første to år, og først fra 1998 fik de assistance af Søren Kaster og Synne Garff. Siden da har der altid været fire faste værter på programmet, som danner værtspar to og to.
Morgen Nyhederne og Vejret blev de første år sendt som faste blokke hver hele og halve time. Første nyhedsudsendelse var oprindeligt klokken 06:28 og sidste udsendelse klokken 09:00. Den tidligste udsendelse blev senere skrottet, så Go' morgen Danmark siden er begyndt 6.30.
Fra starten og frem til sommerpausen i 1997 blev programmet produceret fra De danske Filmstudier i Lyngby[kilde mangler]. Derefter flyttede studiet, som var indrettet som en lejlighed, til tv-studierne hos Studios på Amager[kilde mangler]. Ved årsskiftet 2001/2002 skiftede "Go' morgen Danmark" lokalitet til Hovedbanegården i midten af København. Herfra sendte programmet frem til 2017, hvorfra programmet flyttede ind i et nyt permanent studie ved Orangeriet i Tivoli i København.
I 2009 overgik hele produktionen til Nordisk Film, hvorefter programmet blev lavet fuldstændig om med undtagelse af, at to af de tidligere morgenværter, Cecilie Frøkjær og Morten Resen, blev købt ud af deres gamle arbejdsplads på Skandinavisk Film Kompagni. Ved samme lejlighed blev Morgennyhederne afskaffet; nu sender nyhedskanalen TV2 News hver hele og halve time fra deres nyhedsstudie. Vejrværten kom nu ind i Go' Morgen Danmarks studie men er efterfølgende blevet rykket til TV2 på kvægtorvet.Udsendelsen begynder kl. 06.35 og slutter ca. kl. 09.30 med Nyheder fra TV2 News mellem hver af de 6 blokke Go' morgen Danmark sender.

## Konkurrenter
Morgen-TV i Danmark blev første gang set på den københavnske lokal-tv-station Kanal 2, der sendte Morgenflimmer fra 1984 til 1991.
En måned før Go' Morgen Danmarks premiere havde Go' morgen Premiere på TV3. Programmet blev produceret af Nordisk Film, men TV3's udgave blev aldrig så populær som Nordisk Film havde håbet og blev pillet af skærmen igen i 1997.
DR Morgen hed DRs morgen-tv fokuseret på Nyheder. DR Morgen sendte fra 2001 til 2006. Fra 2007 har DR1 sendt programmet Morgenhår med tegnefilm til de mindste med gode seertal blandt børnefamilierne[kilde mangler].

## Kritik
Torsdag den 4. juni 2009 udtalte Kamilla Walsøe, i forbindelse med Sex & Samfunds kåring af Britta Thomsen som den mest sexede kandidat ved Europa-Parlamentsvalget 2009, at Britta Thomsen "tidligere var en mand". En udtalelse der intet hold havde i virkeligheden. TV2's redaktør på Go' Morgen Danmark, Jes Schrøder, kaldte efterfølgende episoden for "en 100 procent forbier", og forklarede at situationen opstod som følge af misforståelser og dårlig briefing af den pågældende vært.

## Værter
Gennem tiden har der været mange værter på Go' Morgen Danmark

### Tidligere værter
- Mette Lisby (1996-1997)
- Søren Vesterby (1996–1998)
- Michael Meyerheim (1996–2006)
- Cecilie Frøkjær (1996-2009)
- Synne Garff (1998)
- Søren Kaster (1998–2000)
- Sarah-Cathrine Wandsø (1999)
- Steen Ankerdal (2001)
- Tina Bilsbo (2001–2002)
- Mette Weyde (2002)
- Ole Stephensen (2002–2008)
- Anton Kjær (2003–2004) - Børneværter
- Nicola Baier (2003–2004) - Børneværter
- Anette Kokholm (2003–2004)
- Henriette Honoré (2004–2006)
- Jens Gaardbo (2005)
- Torún Ellingsgaard (2005)
- Tina Nikolaisen (2006)
- Jes Dorph-Petersen (2006–2007)
- Line Baun Danielsen (2006–2008)
- Morten Resen (2007-2016)
- Anders Breinholt (2009-2010)
- Kamilla Walsøe (2009-2011)
- Katrine Hertz Mortensen (2010-2014)
- Mikkel Beha Erichsen (2010-2015)
- Lisbeth Østergaard (2010-2016)
- Jacob Wilson (2011)
- Mikkel Herforth (2011-2014)
- Pelle Hvenegaard (2012)
- Ibi Støving (2012-2014)
- Stephanie Surrogue (2014-2015)
- Karin Cruz Forsstrøm (2014-2016)
- Gertrud Højlund (15/8 2015-8/11 2015)
- Puk Elgård (2015-2021)
- Michael Robak (2016-2018)
- Heidi Frederikke Rasmussen (2016-2023)
- David Guldager (2017-2021)
- Morten Ankerdal (Under Vinter-OL 2010, 2018)
- Janni Pedersen (2020-2021) - Barselsvikar

### Nuværende værter
- Ida Wohlert (2009-nu)
- Mikkel Kryger (2012-nu)
- Steen Langeberg (2015-nu)
- Louise Wolff (2015-nu)
- Adam Duvå Hall (2018-nu)
- Michèle Bellaiche (2022-nu)
- Lise Rønne (2023-nu) - Vikar
- Rasmus Staghøj (2024-nu)
- Lasse Sjørslev (2024-nu)

## Go' Morgen Danmark – Weekend
Fra 18. august 2012 har Go' Morgen Danmark også sendt i weekenden, hvor der sendes fra 8:00-12:00

### Værter på Go' Morgen Danmark – Weekend
- Michèle Bellaiche
- Heidi Frederikke Rasmussen
- Ida Wohlert
- Mikkel Kryger Rasmussen
- Steen Langeberg
- Adam Duvå Hall

## Go'-eksperter
| Kokke                    | Claus Holm, Henrik Jyrk, Magnus Laier Sonne, Gorm Wisweh, Christel Pixi, Mikkel Egelund, Hannah Grant, Mette Blomsterberg, Louisa Lorang |
| Spilanmelder             | Thomas Bense |
| Børne- og Familieekspert | Sofie Münster |
| Gadgetsekspert           | David Guldager |
| Bilekspert               | Christian Grau, Karsten Meyland Lemche                                                                                                   |
| Social Media Ekspert     | Morten Saxnæs |